# GIRLIE
『GIRLIE』（ガーリー）は、aikoの2枚目のインディーズミニ・アルバム。1998年5月30日に発売された。

## 解説
6、7曲目はCDパッケージや歌詞カードに歌詞等の記載がされていない。過去にインディーズ取扱店の店頭やオフィシャルファンクラブにて販売されていたが、現在は廃盤。

## 収録曲
1. させないで
作詞・作曲：AIKO　編曲：島田昌典
2. イジワルな天使よ 世界を笑え!
作詞・作曲：AIKO　編曲：島田昌典
  - メジャー1stアルバム『小さな丸い好日』の6thトラックにも収録されている。
3. ハチミツ
作詞・作曲：AIKO　編曲：島田昌典
インディーズシングル「ハチミツ」。
  - メジャー17thシングル「三国駅」ではc/wとして収録されている。
4. 犬になる
作詞・作曲：AIKO　編曲：島田昌典
5. ロージー
作詞・作曲：AIKO　編曲：島田昌典
  - メジャー8thシングル「ロージー」としても発表されている。
  - メジャー3rdアルバム『夏服』の3rdトラックにも収録されている。
6. ブランク
無音のトラック。
7. れんげ畑（やんわりと、ボーナストラック）
作詞・作曲：AIKO　編曲：島田昌典
  - 1番だけが収録されている。
  - よみうりテレビ系『まっすぐにいこう。』の第二期エンディングテーマ（アレンジバージョンを採用）。
  - ベストアルバム『まとめI』に初めてフルバージョンが収録された。